# Gilbert Lazard
Gilbert Lazard (Parigi, 4 febbraio 1920 – Parigi, 6 settembre 2018) è stato un glottologo, linguista e iranista francese.
Influenzato da Émile Benveniste, i suoi lavori si dividono principalmente tra lo studio delle lingue iraniche, specialmente con traduzioni di letteratura persiana classica e della linguistica generale, con ricerche riguardanti la tipologia sintattica delle lingue e la nozione di argomento linguistico. Si interessò anche alla lingua tahitiana.

## Biografia
Allievo dell'École normale supérieure di Parigi, conseguì nel 1946 l'aggregazione di Grammatica, poi nel 1948 il diploma di Lingua persiana nell'École nationale des langues orientales vivantes - diventata poi Institut national des langues et civilisations orientales (INALCO). Fu professore di Persiano nel 1958, mantenendo la cattedra fino al 1966.
Dal 1951 al 1969 fu incaricato dei corsi di "Civilisation iranienne" alla Sorbonne, di cui diventò Maître de conférences nel 1960), poi professore (nel 1966) di "Lingue e civiltà iraniche". Dal 1969 e fino al 1981 fu professore ordinario nell'Université Sorbonne Nouvelle - Paris 3. Diresse dal 1969 al 1974 il Dipartimento d'Orientalistica e, dal 1972 al 1987, l'Istituto di studi iranici (Institut d'études iraniennes).
Dal 1972 al 1990 fu Directeur d'études di "Linguistica e Filologia iranica" nell'École pratique des hautes études.
Dal 1972 al 1983 fu responsabile del gruppo di ricerca di "Lingue, letterature e culture iraniche", associato al Centre national de la recherche scientifique (CNRS) e all'Université Sorbonne nouvelle - Paris 3. Dal 1984 al 1993 fu responsabile del raggruppamento di ricerca del CNRS «Recherche interlinguistique sur les variations d'actance et leurs corrélats».
Venne eletto il 14 novembre 1980 membro ordinario dell'Académie des inscriptions et belles-lettres.
Fy membro di numerose società scientifiche tra cui l'Association pour l'avancement des études iraniennes, la Société de linguistique de Paris, la Société asiatique e l'Association for Linguistic Typology.
Morì il 6 settembre 2018, all'età di 98 anni

## Principali pubblicazioni

### Studi iranici
- Grammaire du persan contemporain, Parigi, Klincksieck, 1957
- "La langue des plus anciens monuments de la prose persane", in: Études linguistiques 2 (1963)
- Tesi presentata nella Facoltà di Lettere e scienze umane, Université de Paris (1959-1960), Pahlavi, pârsi, dari: les langues de l'Iran d'après Ibn al-Muqaffa', Clifford Edmund Bosworth (a cura di)
- "Iran and Islam, in memory of the late V. Minorsky", Edinburgh, Edinburgh University Press, 1971
- "The rise of the New Persian language", su: The Period from the Arab invasion to the Saljuqs, su: Cambridge History of Iran, Cambridge; New York; Melbourne, Cambridge University Press, 1975. ISBN 0-521-20093-8
- Jacques Duchesne-Guillemin, Pierre Lecoq (a cura di), "La métrique de la poésie parthe", su: Papers in honor of Professor Mary Boyce (Acta Iranica, 2ª serie, Hommages et opera minora), Centre international d'études indo-iraniennes, 1985, ISBN 906831002X
- Dictionnaire persan-français, Leiden; New York; København, E.J. Brill, 1990, XVII+482 pp. ISBN 90-04-08549-1
- In collaborazione con Mehdi Ghavam-Nejad, La formation de la langue persane, Parigi, Travaux et mémoires de l'Institut d'études iraniennes, 1995, ISBN 290832220X

### Traduzioni dal persiano
- Les premiers poètes persans (IXe-Xe siècles), 2 voll. (190, 224 pp.), Parigi, Librairie d'Amérique et d'Orient Adrien Maisonneuve, Bibliothèque iranienne 13, 1964
- Thèse complémentaire présentée à la Faculté des lettres et sciences humaines, Université de Paris (1960), Anthologie de la poésie persane (XIe-XXe siècles), testi scelti da Z. Safâ; tradotti da G. Lazard, R. Lescot e H. Massé, Collection Unesco d'oeuvres représentatives, Série persane, Parigi, Éditions Gallimard, 1964
- Ferdowsī, Le Livre des rois, La Bibliothèque persane / Collection Unesco d'œuvres représentatives, Série persane, Parigi, Sindbad, 1979 reviusione della traduzione di Jules Mohl)
- Nouvelles persanes. L'Iran d'aujourd'hui évoqué par ses écrivains, Parigi, Phébus (Domaine persan), 1980 ISBN 2-85940-034-6
- Sadegh Hedayat, Trois gouttes de sang, Parigi, Phébus (Domaine persan), 1988. ISBN 2-85940-098-2
- Sadegh Hedayat, Hâdji Aghâ, Parigi, Phébus (Domaine persan), 1996, ISBN 2-85940-444-9
- Omar Khayyâm, Cent un quatrains, traduit du persan et présenté par Gilbert Lazard, Parigi, Éditions de la Différence (coll. Orphée), 1997. ISBN 2-7291-1063-1
- Omar Khayyam, Cent un quatrains de libre pensée, traduit du persan et présenté par Gilbert Lazard, Parigi, Éditions Gallimard (coll. Connaissance de l'Orient, Série persane 106), 2002, ISBN 2070767205